# IWMS
 (août 2023).
Un système de gestion intégrée du lieu de travail, en anglais Integrated Workplace Management System ou IWMS, est une plateforme logicielle qui aide les organisations à optimiser l'utilisation des ressources du lieu de travail, y compris la gestion du portefeuille immobilier, de l'infrastructure et des installations d'une entreprise. Les solutions IWMS sont généralement proposées sous la forme d'une suite entièrement intégrée ou de modules individuels qui peuvent être adaptés au fil du temps. Traditionnellement axées sur le soutien aux professionnels de l'immobilier et des installations, les solutions IWMS le sont de plus en plus sur les employés, élargissant leurs points de contact pour inclure tous les occupants et visiteurs des bâtiments.

## Modules principaux

### Gestion immobilière (Real Estate Management)
Ce module concerne les activités associées à l'acquisition et la location, la gestion financière et la disposition des biens immobiliers d'une organisation. Les fonctions courantes de l'IWMS qui soutiennent la gestion immobilière comprennent la gestion du portefeuille, la gestion fiscale, la gestion, l'analyse et la comptabilité des baux, le profit and loss, la planification stratégique (projets d'investissement et gestion des budgets), la gestion des transactions et l'analyse des demandes de propositions (RFP).

### Gestion de l'espace et du lieu de travail (Space and Workplace Management)
Ce module inclut la gestion des espaces de travail (organisation, occupation et réservations des espaces, déménagements) ainsi que des postes de travail (occupation et réservation des postes de travail). Généralement basé sur l'intégration de plans 2D ou 3D, il peut aussi inclure la gestion des remontées de données de capteurs (compteur de personnes, capteur de présence, relevés de température, etc.) et s'intégrer avec le module de gestion de la maintenance.

### Gestion des équipements et de la maintenance (Asset and Maintenance Management)
La gestion de maintenance inclut plusieurs types de maintenance :
- Maintenance corrective (ou réactive) : il s'agit des interventions faisant suite à un incident ou à une demande d'intervention.
- Maintenance planifiée : se basant sur une gamme de maintenance, la maintenance planifiée définit les activités de maintenance selon une fréquence donnée.
- Maintenance conditionnelle : les activités de maintenance conditionnelle sont planifiées selon l'état d'un équipement (machine) ou d'un élément structurel (mur, toit, etc.) en se basant sur une durée de vie. Les inspections peuvent changer cet état et donc influer sur la date à laquelle l'activité de maintenance doit être effectuée.
- juste-à-temps : grâce à l'Internet des objets, il est possible de savoir exactement l'état d'un équipement en temps réel et donc d'anticiper une activité de maintenance pour qu'elle soit effectuée au moment idoine. Cette méthode est plus efficace que les autres méthodes car elle ne souffre d'aucun retard (par rapport à la maintenance corrective) et n'est pas effectuée alors que l'équipement n'est pas encore en mauvais état (maintenance planifiée), et est moins coûteuse, puisque seule l'action générée aura un coût, au contraire de la maintenance planifiée (plusieurs activités de contrôle régulières) et de la maintenance conditionnelle (dépend des inspections).

Toutes ces actions de maintenance peuvent être gérées soit par des équipes internes à l'organisation soit par des prestataires, auquel cas, chaque activité ainsi que son coût (forfait ou pas) est détaillé dans un contrat de service entre l'organisation et le prestataire. Ces activités, même si elles sont effectuées par des opérateurs externes, peuvent être, selon la solution, pilotées et validées dans l'IWMS. Il existe aussi des applications mobiles destinées aux techniciens, internes ou externes, selon le fournisseur.

### Gestion des services intégrés (Integrated Services Management)
Ce module n'est pas inclus dans tous les système de gestion intégrée du lieu de travail. Il correspond généralement à la mise d'un portail de service à la disposition des clients de l'organisation, afin que ceux-ci puisse faire des demandes d'intervention, des réservations de salle de réunion ou de poste de travail, ou proposer des contenus organisationnels ou externes.

### Gestion de la durabilité et des énergies (Sustainability and energy management)
Ce module, arrivé sur le tard, a vocation à contrôler ses consommations énergétiques et à établir des stratégies pour les diminuer et diminuer leur coût.

## Analystes indépendants du marché de l'IWMS
Depuis 2004, le marché de l'IWMS a fait l'objet de rapports de la part de cabinets d'analystes indépendants : Gartner (qui ne produit plus de magic quadrant sur les IWMS depuis le début des années 2020), Verdantix (le principal analyste du marché), ainsi qu'IWMSconnect et IWMSNews qui n'existent plus.